# ارزشیابی مشاغل
ارزشیابی مشاغل، (به انگلیسی: job evaluation) تعیین ارزش نسبی مشاغل یک سازمان است، با توجه به عوامل کلی تعریف کننده شغل، به منظور پرداخت حقوق مساوی، در ازای کار مساوی و در شرایط مساوی.
ارزشیابی مشاغل را باید از تجزیه‌وتحلیل مشاغل تفکیک نمود. یکی از بزرگترین مشکلات مدیران در محیط‌های کاری، عدم تعادل بین حقوق و دستمزدها و فقدان ضابطه صحیح برای تعیین ارزش واقعی مشاغل است. همیشه حقوق و دستمزد بزرگترین و مؤثرترین عامل انگیزه کاری برای کارکنان و جلب رضایت آن‌ها از سازمان‌ها بوده و از مهم‌ترین مسائل در مدیریت پرسنلی به شمار رفته است. 
ارزشیابی مشاغل تعیین ارزش نسبی مشاغل یک سازمان است، با توجه به عوامل کلی تشکیل‌دهنده https://www.scribens.com/شغل به منظور پرداخت حقوق مساوی در ازای کار مساوی و در شرایط مساوی.
در واقع نخستین هدف ارزشیابی مشاغل، پیدا کردن ارزش کارها و مقایسه آن‌ها با یکدیگر است و ارزشیابی مشاغل برای تعیین حقوق و دستمزد متناسب با کاری که فرد انجام می‌دهد صورت می‌پذیرد.
روش های مختلفی برای ارزیابی مشاغل وجود دارد که هر کدام بر پایه یکی از رویکردهای معمول است. بدین ترتیب باید ابتدا روش های ارزیابی را مقایسه کرده، رویکرد را مشخص کرده و سپس به سراغ روش های موجود در رویکرد ارزیابی شغل برویم.
رویکردهای ارزشیابی مشاغل در مقایسه به چهار دسته اصلی تقسیم می شوند:
۱- رتبه بندی
۲- طبقه بندی
۳- امتیازی
۴- مقایسه عوامل